# Athanasios Skaltsogiannīs
Athanasios Skaltsogiannīs (in greco Αθανάσιος Σκαλτσογιάννης?; Aitoliko, 1878 – ...) è stato un ostacolista greco.

## Biografia
Partecipò alle gare di atletica leggera delle prime Olimpiadi moderne che si svolsero ad Atene nel 1896, nei 110 metri ostacoli, classificandosi terzo in batteria, e nel salto in lungo, arrivando oltre in quarto posto.